# Gardner Boultbee
Jack Gardner Boultbee (23 de abril de 1907-1 de agosto de 1980) fue un deportista canadiense que compitió en vela en la clase 6 Metre. Participó en los Juegos Olímpicos de Los Ángeles 1932, obteniendo una medalla de bronce en la clase 6 Metre.

## Palmarés internacional
| Juegos Olímpicos | Juegos Olímpicos             | Juegos Olímpicos  | Juegos Olímpicos |
| Año              | Lugar                        | Medalla           | Clase            |
| ---------------- | ---------------------------- | ----------------- | ---------------- |
| 1932             | Los Ángeles (Estados Unidos) | Medalla de bronce | 6 Metre          |